# 3 tháng 10
Ngày 3 tháng 10 là ngày thứ 276 (277 trong năm nhuận) trong lịch Gregory. Còn 89 ngày trong năm.

## Sự kiện
- 42 TCN – Trận Philippi: Tam hùng Marcus Antonius và Augustus đánh trận quyết định với Brutus và Cassius.
- 1820 – Hoàng tử Miên Ninh trở thành hoàng đế thứ tám của triều Thanh, tức Đạo Quang Đế.
- 1929 – Vương quốc của người Serb, Croat và Sloven đổi tên thành Vương quốc Nam Tư, "vùng đất của người Nam Slav".
- 1942 – Chiến tranh thế giới thứ hai: Tên lửa V–2 của Đức được phóng thành công, là vật thể nhân tạo đầu tiên đi vào không gian.
- 1952 – Anh đã thử thành công bom nguyên tử (bom A) và trở thành nước thứ 3 có vũ khí hạt nhân trên thế giới.
- 1990 – Năm bang tái lập của Cộng hòa Dân chủ Đức chính thức sáp nhập vào Cộng hoà Liên bang Đức, Cộng hòa Dân chủ Đức chấm dứt tồn tại.
- 1993 – Quân đội Hoa Kỳ cố gắng bắt những người thuộc tổ chức của quân phiệt Somalia Mohamed Farrah Aidid tại trận Mogadishu.

## Sinh
- 1744 – Bùi Huy Bích, danh sĩ Việt Nam (m. 1818)
- 1829 – Sigismund von Schlichting, tướng lĩnh quân đội Phổ (m. 1909)
- 1895 – Sergei Aleksandrovich Yesenin, nhà thơ Nga (m. 1925)
- 1897 – Louis Aragon, nhà văn Pháp (m. 1982)
- 1925 – Nguyễn Thành Thơ, nhà hoạt động chính trị Việt Nam (m. 2015)
- 1928 – Alvin Toffler, tác giả và nhà tương lai học người Mỹ
- 1935 – Armen Borisovich Dzhigarkhanyan, diễn viên Liên Xô người Nga gốc Armenia (m. 2020).[1]
- 1936 – Lê Minh Hương, Thượng tướng Bộ trưởng Bộ Công an Việt Nam 1998–2002 (m. 2004)
- 1949 – Sam Rainsy, chính khách có nhiều bê bối của Campuchia
- 1970 – Vạn Ỷ Văn, diễn viên Trung Quốc
- 1971 – Kevin Scott Richardson, ca sĩ người Mỹ và cựu thành viên của nhóm nhạc Backstreet Boys
- 1978 – Claudio Pizarro, cầu thủ bóng đá Peru
- 1981 – Zlatan Ibrahimović, cầu thủ bóng đá Thụy Điển
- 1987 – Zuleyka Rivera Mendoza, hoa hậu Hoàn vũ 2006 người Puerto Rico
- 1997 – Bang Chan, trưởng nhóm, giọng ca, vũ công, rapper và producer của nhóm nhạc nam Stray Kids

## Mất
- 1226 – Phanxicô thành Assisi còn gọi là Thánh Phanxicô, là tu sĩ Công giáo Rôma và là nhà sáng lập dòng tu Dòng Anh em Hèn mọn (Order of Friars Minor) (s. 1181)
- 1849 – Nguyễn Phúc Nhàn Thận, phong hiệu Quỳnh Lâm Công chúa, công chúa con vua Minh Mạng (m. 1849)
- 1943 - Jurica Ribar, họa sĩ Nam Tư (sinh 1918)[2]
- 1967 – Tạ Duy Hiển, nghệ sĩ xiếc Việt Nam (s. 1889)
- 2009 – Nakagawa Shōichi, Bộ trưởng Bộ Tài chính Nhật Bản (s. 1953)

## Những ngày lễ và kỷ niệm
- Ngày Mean Girls